# The Platinum Collection (альбом Дэвида Боуи)
The Platinum Collection — компиляция Дэвида Боуи, выпущенная в 2005 году. Период его творчества с 1969 по 1987 год приводится на трёх дисках. Первый диск представляет собой компиляцию The Best of David Bowie 1969/1974, которая вышла в 1997 году; второй диск является компиляцией 1998 года The Best of David Bowie 1974/1979. Третий диск является компиляцией The Best of David Bowie 1980/1987, вышедшей как отдельный альбом лишь 19 марта 2007 года. Этот релиз был частью серии двух-дисковых альбомов Sight & Sound от EMI, и на втором диске находился DVD с видеоматериалами Боуи 80-х годов.

## Список композиций
Все песни написаны Дэвидом Боуи, за исключением отмеченных.

### Диск один (1969-1974)
1. «The Jean Genie» – 4:08
2. «Space Oddity» – 5:15
3. «Starman» – 4:18
4. «Ziggy Stardust» – 3:16
5. «John, I'm Only Dancing» (Sax version) – 2:42
6. «Rebel Rebel» – 4:30
7. «Let’s Spend the Night Together» (Мик Джаггер, Кит Ричардс) – 3:07
8. «Suffragette City» – 3:27
9. «Oh! You Pretty Things» – 3:14
10. «Velvet Goldmine» – 3:11
11. «Drive-In Saturday» – 4:29
12. «Diamond Dogs» – 6:05
13. «Changes» – 3:34
14. «Sorrow» (Боб Фельдман, Джерри Голдстайн, Ричард Готтерер) – 2:55
15. «The Prettiest Star» (Bolan stereo version) – 3:14
16. «Life on Mars?» – 3:52
17. «Aladdin Sane»  – 5:10
18. «The Man Who Sold the World» – 3:56
19. «Rock 'n' Roll Suicide» – 3:00
20. «All the Young Dudes» – 4:11

### Диск два (1974-1979)
1. «Sound and Vision» – 3:02
2. «Golden Years» (single edit) – 3:28
3. «Fame» (Дэвид Боуи, Джон Леннон, Карлос Аломар) — 4:13
4. «Young Americans» (single version) – 3:12
5. «John, I’m Only Dancing (Again)» – 6:59
6. «Can You Hear Me?» – 5:05
7. «Wild Is the Wind» (Дмитрий Тёмкин, Нэд Вашингтон) – 5:59
8. «Knock on Wood» (Стив Кроппер, Эдди Флойд) (live) – 2:58
9. «TVC 15» (single version) – 3:52
10. «1984» – 3:25
11. «It's Hard to Be a Saint in the City» (Брюс Спрингстин) – 3:46
12. «Look Back in Anger» (Дэвид Боуи, Брайан Ино) – 3:06
13. «The Secret Life of Arabia» (Дэвид Боуи, Брайан Ино, Карлос Аломар) – 3:45
14. «DJ» (Дэвид Боуи, Брайан Ино, Карлос Аломар) – 4:02
15. «Beauty and the Beast» – 3:34
16. «Breaking Glass» (Дэвид Боуи, Деннис Дэвис, Джордж Мюррей) – 1:51
17. «Boys Keep Swinging» (Дэвид Боуи, Брайан Ино) – 3:18
18. «"Heroes"» (Дэвид Боуи, Брайан Ино) (single version) – 3:33

### Диск три (1980-1987)
1. «Let’s Dance» (single version) – 4:07
2. «Ashes to Ashes» (single version) – 3:36
3. «Under Pressure» (Дэвид Боуи, Фредди Меркьюри, Джон Дикон, Брайан Мэй, Роджер Тейлор) (single version) – 4:05
4. «Fashion» (single version) – 3:26
5. «Modern Love» (single version) – 3:58
6. «China Girl» (single version) – 4:17
7. «Scary Monsters (and Super Creeps)» (single version) – 3:32
8. «Up the Hill Backwards» – 3:15
9. «Alabama Song» (Курт Вайль, Бертольт Брехт) – 3:52
10. «The Drowned Girl» (Курт Вайль, Бертольт Брехт) – 2:26
11. «Cat People (Putting Out Fire)» (Дэвид Боуи, Джорджо Мородер) (single version) – 4:12
12. «This Is Not America» (совместно с Pat Metheny Group) (Дэвид Боуи, Пэт Мэтини, Лайл Мэйс) – 3:51
13. «Loving the Alien» – 7:08
14. «Absolute Beginners» – 5:37
15. «When the Wind Blows» (Дэвид Боуи, Эрдал Кизилкей) – 3:34
16. «Blue Jean» – 3:11
17. «Day-In Day-Out» (single version) – 4:11
18. «Time Will Crawl» – 4:18
19. «Underground» (single version) – 4:26